# Малито
Малѝто (на италиански: Malito) е село и община в Южна Италия, провинция Козенца, регион Калабрия. Разположено е на 728 m надморска височина. Населението на общината е 843 души (към 2010 г.).